# Henry Percy, 2:e baron Percy
Henry Percy, 2:e baron Percy av Alnwick, född omkring 1299 eller 1301, död 26 februari 1352, var liksom fadern, Henry Percy, 1:e baron Percy,  en ivrig deltagare i striderna vid skotska gränsen och hade ledande andel i engelsmännens seger över skotske konungen David Bruce vid Neville's cross 1346, då denne togs till fånga.